# Кабадахија
Кабадахија (од турских речи кába – сиров, груб, прост, неотесан и dáhija – силник недисциплинован у односу на власт и државне законе, а тиранин према народу).
Овај термин се користио за јаничарске старешине које су почетком 19. века приграбиле власт у Србији.